# Spidsgatter
En spidsgatter er en mindre sejlbådstype, der er udviklet gennem generationer fra åbne ringdæksbåde til moderne sejlbåde bygget i glasfiber. Navnet refererer til, at båden er spids bagtil (gattet er rumpen på en fisk eller en båd). På engelsk kaldes den "double ender" eller sharp-sterned vessel.
Typen er primært udviklet i Skandinavien i de sidste 200 år. Den er i stil med vikingernes skibe med sin lette, smidige konstruktion, der giver sødygtighed og fine sejlegenskaber.
I de sidste 100 år har typen udviklet sig fra hårdføre arbejdsbåde til lystbåde, som hurtigt udviklede sig til kapsejlere. Der er bygget hundreder af klassespidsgattere, som kendtes på betegnelser målt i det antal kvadratmeter sejl klassen godkendtes til. Eksempelvis 26 m2, 30 m2.
De kendteste konstruktører var Aage Utzon, Georg Berg og M.S.J. Hansen, som kappedes om at levere de hurtigste og smukkeste spidsgattere, er superstjerner inden for bådkonstruktion. I løbet af det første halve århundrede udviklede køl- og rigtyperne sig drastisk. 
I 1970 kom de første spidsgattere i glasfiberarmeret polyester. Peter Bruun havde i 1969, som 19-årig, søsat en prototype, der blev til Spækhuggeren i 1970. Peter Bruun videreudviklede og perfektionerede sin læremester Aage Utzons 30 m2 klassespidsgatter. Spækhuggeren fik en højere mast, mindre våd overflade med adskilt køl og ror og 40 m2 sejl. Kølen var en finnekøl - i sig selv et formgivningsmæssigt mesterværk. Spækhuggeren sejlede fra alt og alle med sine overlegne letvejrsegenskaber og fremragende hårdtvejrsegenskaber. I kapsejladser er den, selv i dag, vanskelig at sejle fra i meget let vind.
Spækhuggeren oversteg antallet af samtlige klassespidsgattere på få år og fulgtes i 1971 af den 36 fod store Kaskelot, i 1974 af Grinden på 28 fod og i 1977 af Marsvinet på 22 fod. Mens Kaskelottens formgivning følger Spækhuggeren, repræsenterer Grinden og Marsvinet en fornyelse med en større skrogbredde og overbygninger med blødere linjer end Spækhuggeren og Kaskelotten. Peter Bruun søgte med Familiespækhuggeren at give Spækhuggeren en overbygning med samme linjer, men den nye overbygning blev aldrig accepteret af sejlerne. Spækhuggeren er stadig i produktion.  
Både i Sverige og Norge er der konstrueret og bygget et stort antal spidsgattere. 
Bent Aarre, Jan Ebert m.fl. har skildret Spidsgatternes historie i "Bogen om Spidsgatteren" (Sejl & Motors Forlag), som findes på biblioteker og i antikvariater.
Peter Bruuns far, Peer Bruun, har med jollerne Megin og Stor-Megin skabt to enkle åbne joller med simple rigge og meget lig de smakkejoller, som var især øhavenes folkevogn.
Robusthed, enkelhed og organiske linjer er de fællestræk, som præger Peter og Peer Bruuns konstruktioner, og som også var et kendetegn for Utzons spidsgattere. I konstruktionen af "hvalbådene", som Peter Bruuns både kaldes, designede han mange af de beslag og løsninger, som skulle bruges i en søgen efter det perfekte. Mange af hans både sejler mange år efter søsætningen med de samme uopslidelige dele.